# Alida Castañeda Guerra
Alida Castañeda Guerra (* 17. Dezember 1948 in Palcaro, Distrikt Tambobamba, Provinz Cotabambas, Region Apurímac, Peru) ist eine peruanische Journalistin, Übersetzerin, Essayistin und Dichterin, die auf Spanisch und Cusco-Quechua schreibt.

## Leben
Alida Castañeda Guerra wuchs in Tambobamba auf und studierte Journalismus an der Universidad Nacional de San Antonio Abad del Cusco (UNSAAC) in Cusco sowie anschließend Radio- und Fernsehprogramme an der Pontificia Universidad Católica del Perú (PUCP) in Lima. Danach arbeitete sie als Journalistin an verschiedenen Orten Perus, so in Cusco, Lima, Arequipa, Cerro de Pasco, Huaral und Ayacucho. Knapp 30 Jahre verbrachte sie in der Region Ayacucho, wo sie in der Zeit des Bewaffneten Konfliktes in Peru die Grausamkeiten des Sendero Luminoso und der Peruanischen Streitkräfte gegen die Bevölkerung Ayacuchos mit eigenen Augen sah und nach eigener Aussage vor Kummer krank wurde. In dieser Zeit schrieb und veröffentlichte sie ihre ersten Gedichte. Sie arbeitete mit in der Kommission für Wahrheit und Versöhnung, für die sie sämtliche Aussagen der Überlebenden und Hinterbliebenen aus dem Chanka-Quechua ins Spanische übersetzte.
Alida Castañeda ist Leiterin einer Gruppe von Erzählern, die sich WillaqCuna nennt (willaqkuna = „die Erzähler“ oder alternativ willaq = „der Erzähler“ + spanisch cuna = „Wiege“). Sie sprach die Quechua-Übersetzung des kleinen Prinzen im Programm Rimaykusunchis (auf Cusco-Quechua) in der Casa de la Literatura Peruana. Ebenso übersetzte sie den peruanischen Dokumentarfilm Volver a ver über den bewaffneten Konflikt in Peru aus dem Spanischen ins Quechua und sprach in einer Quechua-Synchronisierung des peruanischen Films Ciudad Jardín von Montgomery Fisher.

## Werke

### Essaybände
- 1998: Crónicas, memorias y algo más
- 2001: Ausencias y esperanzas

### Gedichtbände
- 1994: Voces Alzadas
- 2008: Kayani: astilla de luz / Qayani: kanchay qillpa. San Borja, Lima : Ediciones Altazor (zweisprachig Spanisch und Quechua)
- 2012: Quqawchayniy: José María Arguedasman Haylli – Mi Sustento: Canto A José María Arguedas. Lima: Laura Servicios Editoriales (zweisprachig Quechua und Spanisch)